# Chagarcía Medianero
Chagarcía Medianero è un comune spagnolo di 136 abitanti situato nella comunità autonoma di Castiglia e León.